# 江差町内テレビ中継局
江差町内テレビ中継局（えさしちょうないてれびちゅうけいきょく）では、北海道檜山管内、檜山郡江差町にあるテレビ中継局のうち、江差中継局（江差ラジオ中継局と江差テレビ・FM中継局）を除くサテライト中継局について説明する。
江差町内には江差中継局以外に『江差鰔川（えさしうぐいがわ）』・『江差新栄』・『江差円山』・『江差南が丘』の4中継局が置かれており、該当地域などへ電波を発射している。

## 中継局概要

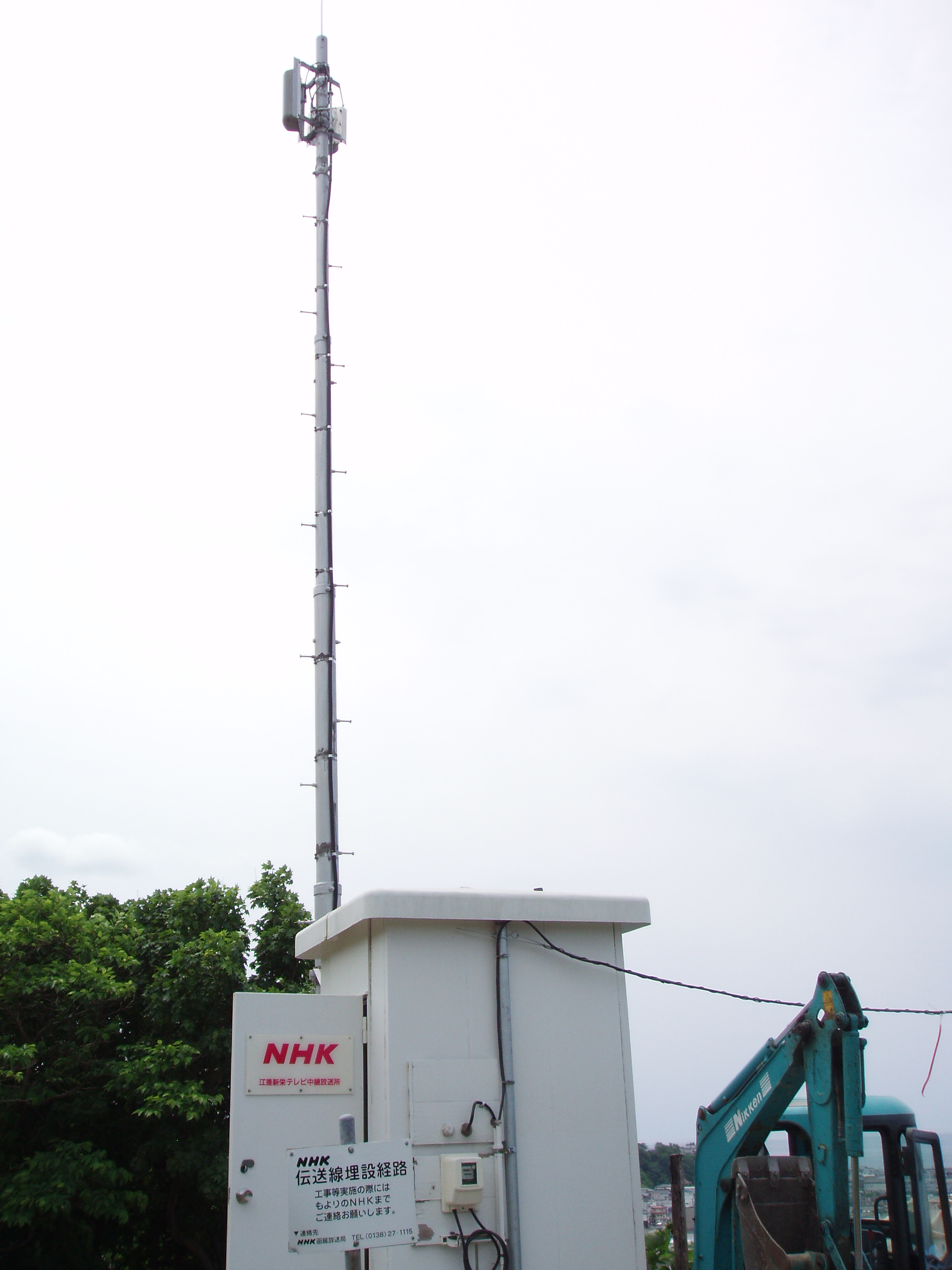
江差新栄中継局（NHK）

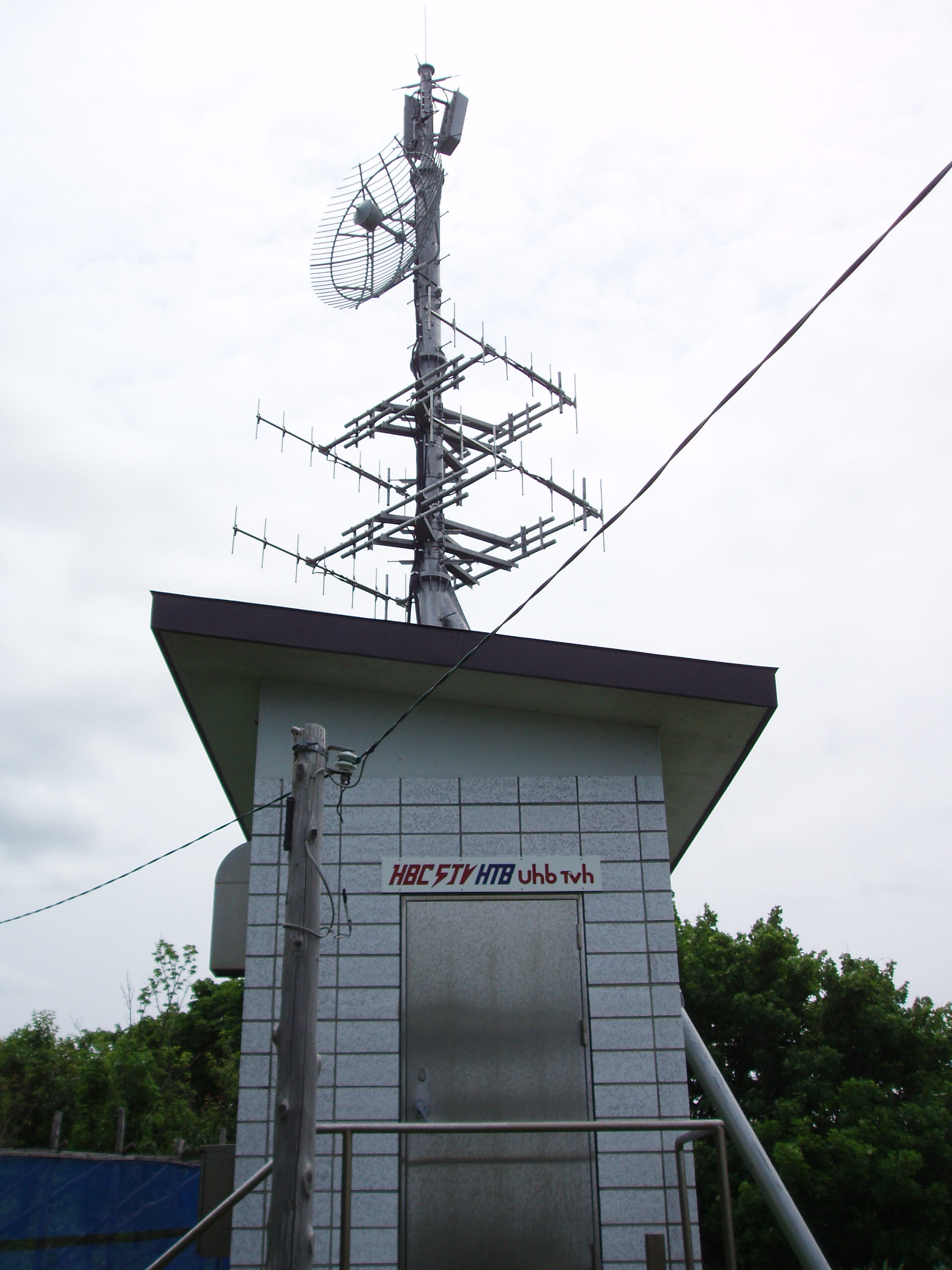
江差新栄中継局（民放）

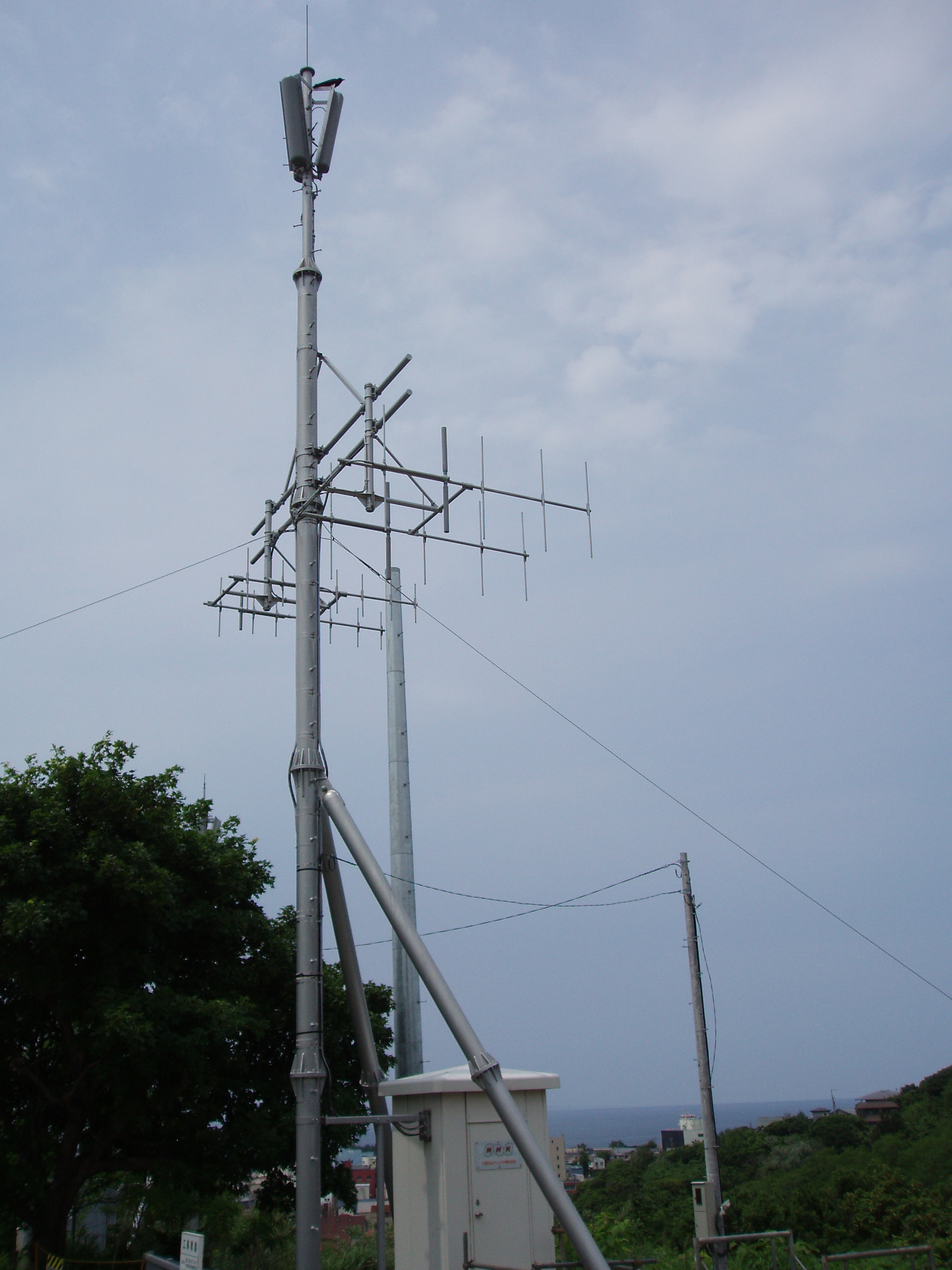
江差円山中継局（NHK）

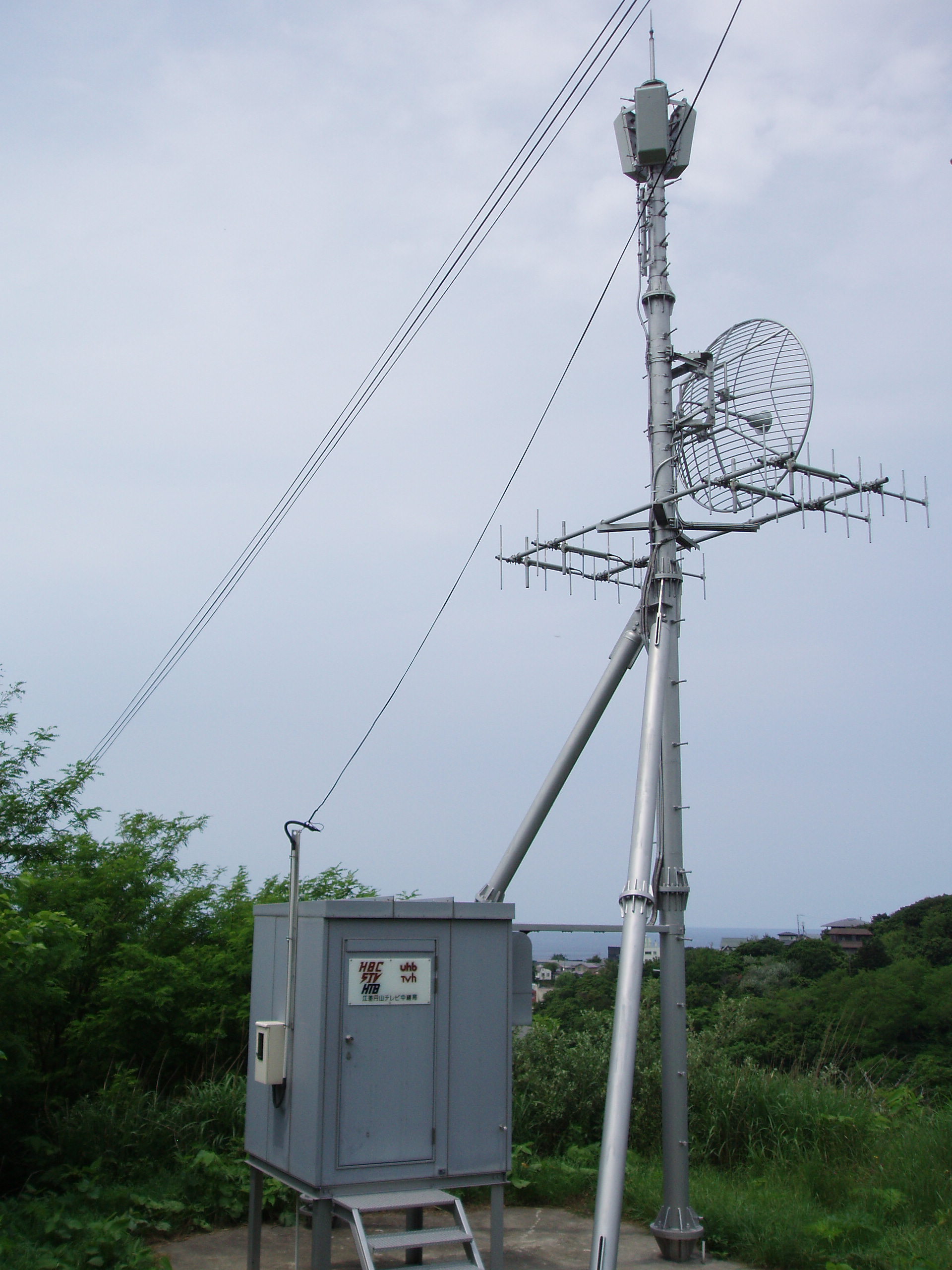
江差円山中継局（民放）

### 地上デジタルテレビジョン放送送信設備
| ID                           | 放送局名             | 物理 チャンネル | 空中線 電力    | ERP            | 放送対象地域          | 放送区域 内世帯数 | 開局日          |
| 江差鰔川中継局               | 江差鰔川中継局       | 江差鰔川中継局  | 江差鰔川中継局 | 江差鰔川中継局 | 江差鰔川中継局        | 江差鰔川中継局    | 江差鰔川中継局  |
| ---------------------------- | -------------------- | --------------- | -------------- | -------------- | --------------------- | ----------------- | --------------- |
| 1                            | HBC 北海道放送       | 39              | 10mW           | 22mW           | 北海道                | 約30世帯          | 2010年 11月30日 |
| 2                            | NHK 函館教育         | 35              | 10mW           | 22mW           | 全国                  | 約30世帯          | 2010年 11月30日 |
| 3                            | NHK 函館総合         | 43              | 10mW           | 22mW           | 道南圏 （渡島・檜山） | 約30世帯          | 2010年 11月30日 |
| 5                            | STV 札幌テレビ放送   | 30              | 10mW           | 22mW           | 北海道                | 約30世帯          | 2010年 11月30日 |
| 6                            | HTB 北海道テレビ放送 | 32              | 10mW           | 22mW           | 北海道                | 約30世帯          | 2010年 11月30日 |
| 7                            | TVh テレビ北海道     | 45              | 10mW           | 22mW           | 北海道                | 約30世帯          | 2010年 11月30日 |
| 8                            | UHB 北海道文化放送   | 28              | 10mW           | 22mW           | 北海道                | 約30世帯          | 2010年 11月30日 |
| 江差新栄中継局               |                      |                 |                |                |                       |                   |                 |
| 1                            | HBC 北海道放送       | 39              | 100mW          | 350mW          | 北海道                | 約600世帯         | 2009年 12月1日  |
| 2                            | NHK 函館教育         | 48              | 100mW          | 280mW          | 全国                  | 約600世帯         | 2009年 12月1日  |
| 3                            | NHK 函館総合         | 43              | 100mW          | 280mW          | 道南圏 （渡島・檜山） | 約600世帯         | 2009年 12月1日  |
| 5                            | STV 札幌テレビ放送   | 30              | 100mW          | 300mW          | 北海道                | 約600世帯         | 2009年 12月1日  |
| 6                            | HTB 北海道テレビ放送 | 32              | 100mW          | 300mW          | 北海道                | 約600世帯         | 2009年 12月1日  |
| 7                            | TVh テレビ北海道     | 45              | 100mW          | 300mW          | 北海道                | 約600世帯         | 2009年 12月1日  |
| 8                            | UHB 北海道文化放送   | 28              | 100mW          | 300mW          | 北海道                | 約600世帯         | 2009年 12月1日  |
| 江差円山中継局               |                      |                 |                |                |                       |                   |                 |
| 1                            | HBC 北海道放送       | 39              | 50mW           | 175mW          | 北海道                | 約1,300世帯       | 2009年 12月1日  |
| 2                            | NHK 函館教育         | 48              | 50mW           | 270mW          | 全国                  | 約1,300世帯       | 2009年 12月1日  |
| 3                            | NHK 函館総合         | 43              | 50mW           | 270mW          | 道南圏 （渡島・檜山） | 約1,300世帯       | 2009年 12月1日  |
| 5                            | STV 札幌テレビ放送   | 30              | 50mW           | 175mW          | 北海道                | 約1,300世帯       | 2009年 12月1日  |
| 6                            | HTB 北海道テレビ放送 | 32              | 50mW           | 175mW          | 北海道                | 約1,300世帯       | 2009年 12月1日  |
| 7                            | TVh テレビ北海道     | 45              | 50mW           | 170mW          | 北海道                | 約1,300世帯       | 2009年 12月1日  |
| 8                            | UHB 北海道文化放送   | 28              | 50mW           | 175mW          | 北海道                | 約1,300世帯       | 2009年 12月1日  |
| 江差南が丘中継局             |                      |                 |                |                |                       |                   |                 |
| 非該当のため、設置されない。 |                      |                 |                |                |                       |                   |                 |

- 中継局によって対応が異なるため、以下を参照。尚、物理チャンネルは、2008年6月30日に総務省から公式発表されたチャンネル。
  - 江差鰔川中継局…民放が当初自力建設困難となっていたが、民放を含めて2010年10月に開局する。
  - 江差新栄中継局…民放が当初自力建設困難となっていたが、江差町が開局補助の模様。結局民放を含めて、2009年12月1日に開局。（函館新聞発表）
  - 江差円山中継局…民放が当初自力建設困難となっていたが、民放を含めて2009年12月1日に開局。
  - 江差南が丘中継局…今のところ開局する予定がないため、2011年7月24日の停波をもって運用を終えた。（江差中継局・奥尻大成中継局で補完。更に、2010年には江差町の補助等により難視聴地域に対する共聴受信施設が整備される計画である。）

#### 歴史
- 江差新栄中継局…NHK函館で、2009年7月27日に予備免許交付、9月15日に試験電波発射、民放で、9月24日に予備免許交付、11月10日に試験電波発射、NHK函館・民放共、12月1日に本免許が交付され、同日から本放送開始。
- 江差円山中継局…NHK函館で、2009年7月27日に予備免許交付、9月3日に試験電波発射、民放で、9月24日に予備免許交付、11月10日に試験電波発射、NHK函館・民放共、12月1日に本免許が交付され、同日から本放送開始。
- 江差鰔川中継局…NHK函館で2010年6月16日に、民放で11月17日予備免許交付、11月19日から試験電波発射、11月30日に本免許が交付され、同日から本放送開始。

### 地上アナログテレビジョン放送送信設備
- 江差鰔川中継局と江差南が丘中継局はミニサテライト局。

| チャンネル       | 放送局名             | 空中線 電力          | ERP                  | 放送対象地域          | 放送区域 内世帯数 | 偏波面         |
| 江差鰔川中継局   | 江差鰔川中継局       | 江差鰔川中継局       | 江差鰔川中継局       | 江差鰔川中継局        | 江差鰔川中継局    | 江差鰔川中継局 |
| ---------------- | -------------------- | -------------------- | -------------------- | --------------------- | ----------------- | -------------- |
| 34               | NHK 函館教育         | 映像100mW/ 音声25mW  | 映像290mW/ 音声72mW  | 全国                  | 不明              | 水平偏波       |
| 36               | HTB 北海道テレビ放送 | 映像100mW/ 音声25mW  | 映像290mW/ 音声72mW  | 北海道                | 不明              | 水平偏波       |
| 38               | UHB 北海道文化放送   | 映像100mW/ 音声25mW  | 映像290mW/ 音声72mW  | 北海道                | 不明              | 水平偏波       |
| 40               | HBC 北海道放送       | 映像100mW/ 音声25mW  | 映像290mW/ 音声72mW  | 北海道                | 不明              | 水平偏波       |
| 42               | NHK 函館総合         | 映像100mW/ 音声25mW  | 映像290mW/ 音声72mW  | 道南圏 （渡島・檜山） | 不明              | 水平偏波       |
| 44               | STV 札幌テレビ放送   | 映像100mW/ 音声25mW  | 映像290mW/ 音声72mW  | 北海道                | 不明              | 水平偏波       |
| 46               | TVh テレビ北海道     | 映像100mW/ 音声25mW  | 映像290mW/ 音声72mW  | 北海道                | 不明              | 水平偏波       |
| 江差新栄中継局   |                      |                      |                      |                       |                   |                |
| 34               | TVh テレビ北海道     | 映像1W/ 音声250mW    | 映像4.3W/ 音声1.05W  | 北海道                | 不明              | 水平偏波       |
| 36               | UHB 北海道文化放送   | 映像1W/ 音声250mW    | 映像4.3W/ 音声1.05W  | 北海道                | 不明              | 水平偏波       |
| 38               | HTB 北海道テレビ放送 | 映像1W/ 音声250mW    | 映像4.3W/ 音声1.05W  | 北海道                | 不明              | 水平偏波       |
| 40               | STV 札幌テレビ放送   | 映像1W/ 音声250mW    | 映像4.3W/ 音声1.05W  | 北海道                | 不明              | 水平偏波       |
| 42               | HBC 北海道放送       | 映像1W/ 音声250mW    | 映像4.3W/ 音声1.1W   | 北海道                | 不明              | 水平偏波       |
| 44               | NHK 函館総合         | 映像1W/ 音声250mW    | 映像2.8W/ 音声710mW  | 道南圏 （渡島・檜山） | 不明              | 水平偏波       |
| 46               | NHK 函館教育         | 映像1W/ 音声250mW    | 映像2.8W/ 音声710mW  | 全国                  | 不明              | 水平偏波       |
| 江差円山中継局   |                      |                      |                      |                       |                   |                |
| 34               | TVh テレビ北海道     | 映像500mW/ 音声125mW | 映像2.6W/ 音声660mW  | 北海道                | 1,309世帯         | 水平偏波       |
| 36               | UHB 北海道文化放送   | 映像500mW/ 音声125mW | 映像2.6W/ 音声660mW  | 北海道                | 1,309世帯         | 水平偏波       |
| 38               | HTB 北海道テレビ放送 | 映像500mW/ 音声125mW | 映像2.6W/ 音声660mW  | 北海道                | 1,309世帯         | 水平偏波       |
| 40               | STV 札幌テレビ放送   | 映像500mW/ 音声125mW | 映像2.6W/ 音声660mW  | 北海道                | 1,309世帯         | 水平偏波       |
| 42               | HBC 北海道放送       | 映像500mW/ 音声125mW | 映像2.6W/ 音声660mW  | 北海道                | 1,309世帯         | 水平偏波       |
| 44               | NHK 函館総合         | 映像500mW/ 音声125mW | 映像2.6W/ 音声660mW  | 道南圏 （渡島・檜山） | 1,309世帯         | 水平偏波       |
| 46               | NHK 函館教育         | 映像500mW/ 音声125mW | 映像2.6W/ 音声660mW  | 全国                  | 1,309世帯         | 水平偏波       |
| 江差南が丘中継局 |                      |                      |                      |                       |                   |                |
| 50               | NHK 函館教育         | 映像100mW/ 音声25mW  | 映像490mW/ 音声120mW | 全国                  | 不明              | 水平偏波       |
| 52               | HTB 北海道テレビ放送 | 映像100mW/ 音声25mW  | 映像490mW/ 音声120mW | 北海道                | 不明              | 水平偏波       |
| 54               | UHB 北海道文化放送   | 映像100mW/ 音声25mW  | 映像490mW/ 音声120mW | 北海道                | 不明              | 水平偏波       |
| 56               | HBC 北海道放送       | 映像100mW/ 音声25mW  | 映像490mW/ 音声120mW | 北海道                | 不明              | 水平偏波       |
| 58               | NHK 函館総合         | 映像100mW/ 音声25mW  | 映像490mW/ 音声120mW | 道南圏 （渡島・檜山） | 不明              | 水平偏波       |
| 60               | STV 札幌テレビ放送   | 映像100mW/ 音声25mW  | 映像490mW/ 音声120mW | 北海道                | 不明              | 水平偏波       |
| 62               | TVh テレビ北海道     | 映像100mW/ 音声25mW  | 映像490mW/ 音声120mW | 北海道                | 不明              | 水平偏波       |

- 江差南が丘中継局は、周辺の中継局からの難視聴を解消させる為、電気通信格差是正事業によって1999年12月1日に開局。なお、アナログ放送終了が決まった為、開局から12年で廃局となった。
- TVh江差円山アナログ中継局は、アナログ放送中継局全体で最後の開局となった（開局は1999年12月1日）。

## 中継局置局住所
- 江差鰔川中継局…江差町鰔川町577番地
- 江差新栄中継局…江差町東山230番地の旧道立江差南高校跡北西高地
- 江差円山中継局…江差町円山370番2号の江差町立江差中学校東方高地
- 江差南が丘中継局…江差町砂川147番地の江差町立南が丘小学校南方高地